# Najafdar
Najafdar (persiska: نجفدر) är en ort i Iran.   Den ligger i provinsen Teheran, i den centrala delen av landet, 90 km öster om huvudstaden Teheran. Najafdar ligger 2 384 meter över havet och antalet invånare är 211.
Terrängen runt Najafdar är kuperad åt nordost, men åt sydväst är den bergig. Najafdar ligger nere i en dal. Runt Najafdar är det ganska glesbefolkat, med 23 invånare per kvadratkilometer. Närmaste större samhälle är Arjomand, 12,4 km öster om Najafdar. Trakten runt Najafdar består i huvudsak av gräsmarker.